# 厄里倪厄斯

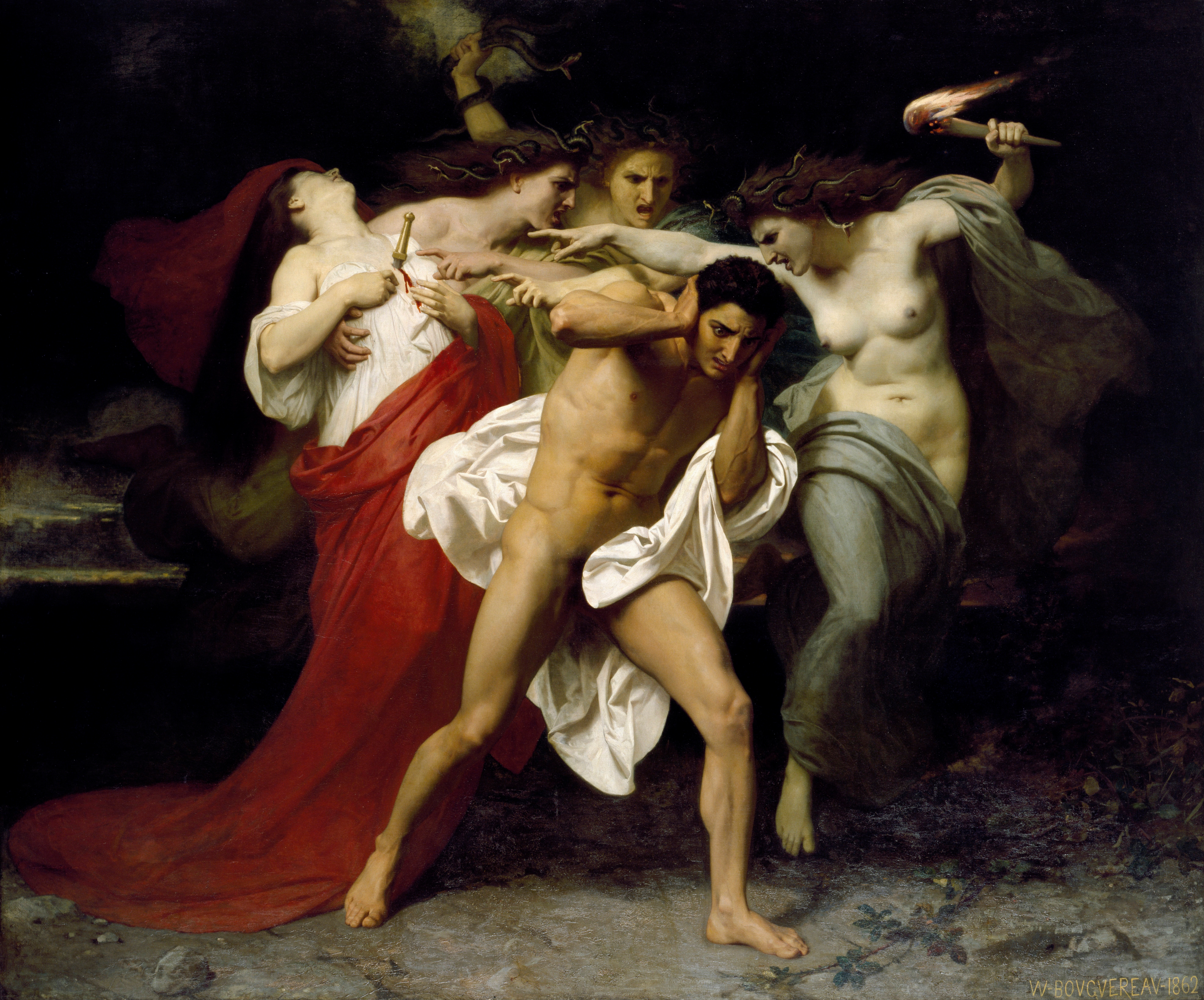
厄里倪厄斯追逐俄瑞斯忒斯

厄里倪厄斯（古希臘語： / Erinyes ，单数为 / Erinys，字面意思为“愤怒”）是希腊神话中的三个复仇女神。在古典时代的阿提卡地区，人民举行祭祀仪式时从不直接提到这些女神的名字，而使用其别名欧墨尼得斯（意为“善良”）。在罗马神话中，厄里倪厄斯的对应者是孚里埃（拉丁語：Furiæ，“愤怒”）。在雅典娜的勸說下改變了復仇的形象，轉為繁榮的保護者，被尊稱為仁慈女神（Kindly Ones）。

## 谱系
厄里倪厄斯的数量和来源有多种不同说法。荷马有时只提到一个厄里倪厄斯，有时又认为她们有一群。埃斯库罗斯认为厄里倪厄斯是复数个神祇。后来她们的数量固定为三个，名字分别为提西福涅（Τισιφόνη，意为“向凶手复仇”）、阿勒克托（Ἀληκτώ，“永無止盡”）和墨盖拉（Μέγαιρα，“嫉妒”）。厄里倪厄斯包括三位女神的说法最早出自欧里庇得斯的著作。关于厄里倪厄斯的父母，赫西俄德说她们是该亚吸收了乌剌诺斯被克罗诺斯阉割后飞溅的血液所生出的女儿；埃斯库罗斯说她们是夜神倪克斯的女儿；索福克勒斯则说她们是该亚和厄瑞玻斯的女儿。
在罗马神话中，通常以孚里埃对应厄里倪厄斯。但根据维吉尔的著作，复仇三女神在不同的地方使用不同的名字：她们在地狱里叫孚里埃，在人间叫哈耳庇厄（Harpȳia，“抢夺”），在天国叫狄赖（Diræ，“可怕的”）。
提西福涅在斯塔提乌斯的《底比斯（拉丁诗歌）|底比斯]]中的描述：
他如此祈祷，残酷的女神转过她狰狞的面容聆听。她恰巧坐在阴郁的科塞特斯身旁，将蛇从头上释放出来，任由它们舔舐硫磺般的河水。她立即从阴暗的河岸跃起，速度比朱庇特（宙斯）的火焰或坠落的星辰还要快：成群的幽灵在她面前闪避，害怕与他们的女王相遇；然后，她穿过阴影和成群幽灵的黑暗田野，奔向泰纳罗斯的大门，这座大门是任何人都无法跨过的，也无法再回来。白昼感受到了她的存在，黑夜挡住了她漆黑的云层，惊动了他闪亮的骏马；远方巍峨的阿特拉斯颤抖着，将苍天的重担转移到他颤抖的肩膀上。她立即从马利亚岬的山谷中腾空而起，踏上了通往底比斯的熟悉之路：因为没有比这更快速的往返，即使是地狱之门也让她如此心动。一百条竖立的长角毒蛇遮蔽了她的脸庞，她那可怕的头颅中充满了恐惧；她深陷的双眼深处闪烁着铁红色的光芒，如同阿特拉克斯（色萨利）的咒语使正在分娩的菲比在云层中泛红；她的皮肤充满毒液，因腐败而肿胀；一股炽热的蒸汽从她邪恶的嘴里喷涌而出，给人类带来无法止渴的疾病、饥荒和普遍的死亡。她肩上披着一件光秃秃、阴森可怕的长袍，深色的带子在胸前交接：阿特洛波斯和普罗塞皮娜亲自为她重新打造了这件衣服。然后，她愤怒地挥舞着双手，一只手拿着葬礼火炬闪闪发光，另一只手挥舞着一条活生生的水蛇。

## 简介
厄里倪厄斯是生活在冥府（一说是塔耳塔罗斯）的下界神祇（克托尼俄斯），她们只有在要惩罚人间的罪孽时才来到地面上。通常，她们以头上长满毒蛇、背后生有翅膀、手执火炬（或鞭子）的醜老太婆形象出現，有时甚至表現為人头狗身。厄里倪厄斯的心中充满复仇的怒火，在地狱里，她们用鞭子严刑拷打那些生前犯下罪孽的人。
厄里倪厄斯追究每一件凶恶残暴的事情絕不罷休，特别是杀害亲属之罪。高傲专横、违背誓言和怠慢客人者也要遭到惩罚。荷马说，“地下的她们（指复仇女神）惩罚那些发假誓的人”。有罪者被厄里倪厄斯追赶不分晝夜，遭受各种苦难，直到疯掉为止。除非有人愿意为他们举行宗教净洗礼来洗除罪恶，否则折磨就不会停止。厄里倪厄斯的报复不一定什么时候到来，但却必定会来。
根据一些古典作家的说法，厄里倪厄斯的权力极大（类似摩伊赖）。她们是出生于奥林波斯神族之前的老一代神祇，因此即使奥林波斯神灭亡，她们仍会继续存在。她们经常与奥林波斯神发生冲突（体现在俄瑞斯忒斯的神话中）。厄里倪厄斯具有决定性的力量：据赫拉克利特说，没有复仇女神的允许，太阳神赫利俄斯也不能改变太阳在天空中运行的轨道；还有神话说，即使宙斯也不能帮助有罪之人从厄里倪厄斯的折磨中摆脱。

## 神话
在关于厄里倪厄斯的神话中，最著名的是俄瑞斯忒斯的神话。俄瑞斯忒斯是特洛伊战争中希腊联军的领袖阿伽门农的儿子，他犯下了弑母重罪。整个事件的过程如下：阿伽门农为了战争的胜利而杀死女儿伊菲革涅亚向女神阿耳忒弥斯献祭，因而触怒了厄里倪厄斯（杀害血亲是最不能宽恕的罪行），厄里倪厄斯诅咒阿伽门农全家将为此大祸临头。结果灾祸果然接二连三地降临到阿伽门农的家族。阿伽门农出征归来后，其妻克吕泰涅斯特拉已经与人通奸。克吕泰涅斯特拉的奸夫埃癸斯托斯（阿伽门农的叔伯兄弟）杀害了阿伽门农。在另一些神话中，是克吕泰涅斯特拉本人杀害了阿伽门农。为了给父亲报仇，俄瑞斯忒斯杀死了母亲克吕泰涅斯特拉；后来的神话学家根据这一点分析该神话可能反映了母权制与父权制的斗争（该观点最早是瑞士学者巴霍芬在其著作《母权》中提出的）。厄里倪厄斯开始追逐、迫害俄瑞斯忒斯，逼得他无处容身。俄瑞斯忒斯向阿波罗求救，后者又叫他去找雅典娜。雅典娜把此案交给一个由雅典长老组成的特别法庭来审理。厄里倪厄斯在法庭上与庇护俄瑞斯忒斯的阿波罗及雅典娜爆发激烈争论。俄瑞斯忒斯为自己辩解说，他的母亲犯有双重罪行：杀害丈夫和儿子的父亲，所以他才把她杀了。厄里倪厄斯则反诘道报仇只限于母系血亲，妻子与丈夫并没有血缘上的关系（因此杀死丈夫就不可能受到来自“己方”亲属的报复），俄瑞斯忒斯的弑母行为才是不可饶恕的大罪。阿波罗又表态说他认为父亲比母亲更重要，而妻子杀死丈夫等同于奴隶杀死主人（清楚地表达了父权制的观点）。双方僵持不下，最后由于雅典娜投了决定性的一票，法官裁决俄瑞斯忒斯无罪。关于此事的结局，一种说法认为厄里倪厄斯接受了裁决，而雅典娜为了平息她们的怒气，帮她们改了一个好听的名字“欧墨尼得斯”（意为“善良的”；实际上，这一别名更可能是古希腊人的一种委婉称呼，以免因提到复仇女神的名字而把她们招来。在古代，人们经常避免提到一些特定神祇，如珀耳塞福涅的名字）。然而根据另一种说法，狂怒的厄里倪厄斯对雅典娜及雅典城进行了一系列报复行动。

## 神话学分析
厄里倪厄斯被认为是母系社会的残余。她们最初可能是母系亲族的保护神，因此在神话中也特别致力于维护母系血缘关系，积极打击杀害母系亲属的人。俄瑞斯忒斯神话中厄里倪厄斯的败诉，象征着父权制对母权制的胜利。后来，厄里倪厄斯的性质发生了变化，她们从维护母权制的神变为捍卫真理的神祇。这种性质表现在古典时代一些哲学家的著作里。
关于厄里倪厄斯形象的起源，有两种理论。一种理论认为厄里倪厄斯起源于血亲复仇。这表现为在没有法律的原始社会中，对杀人者施加制裁的唯一形式就是由被杀者的亲属进行复仇。这样，厄里倪厄斯就是对被杀者的愤怒的超自然人格化。另一种理论认为，厄里倪厄斯起源于对诅咒的拟人化。根据这种说法，厄里倪厄斯象征着因诅咒而引起的神秘力量，对遭到诅咒的犯罪者进行报复。

### 引用
1. ↑  Lidell and Scott, s.v. Ἐρινύς （页面存档备份，存于）
2. ↑  伪阿波罗多洛斯，I
3. ↑  赫西俄德：《神谱》
4. ↑  埃斯库罗斯，《欧墨尼得斯》
5. ↑  索福克勒斯：《俄狄浦斯在科罗诺斯》
6. ↑  维吉尔：《埃涅伊德》，IV
7. ↑  维吉尔，《埃涅伊德》，VI
8. ↑  荷马，伊利亚特，III.278ff，XIX.260ff
9. ↑  荷马：《奥德修纪》，III，IV
10. ↑  埃斯库罗斯：《阿伽门农》
11. ↑  埃斯库罗斯：《欧墨尼得斯》；欧里庇得斯：《俄瑞斯忒斯》
12. ↑  巴霍芬，《母权》，1861年；恩格斯，《家庭、私有制和国家的起源》，第四版，序言部分

### 书籍
- 《世界神话辞典》，辽宁人民出版社，ISBN 7-205-00960-X
- ［苏联］M·H·鲍特文尼克 等 著：《神话辞典》，统一书号：2017·304
- 《古希腊罗马神话鉴赏辞典》，吉林出版社，ISBN 7-206-04846-3